# Georg Pezold

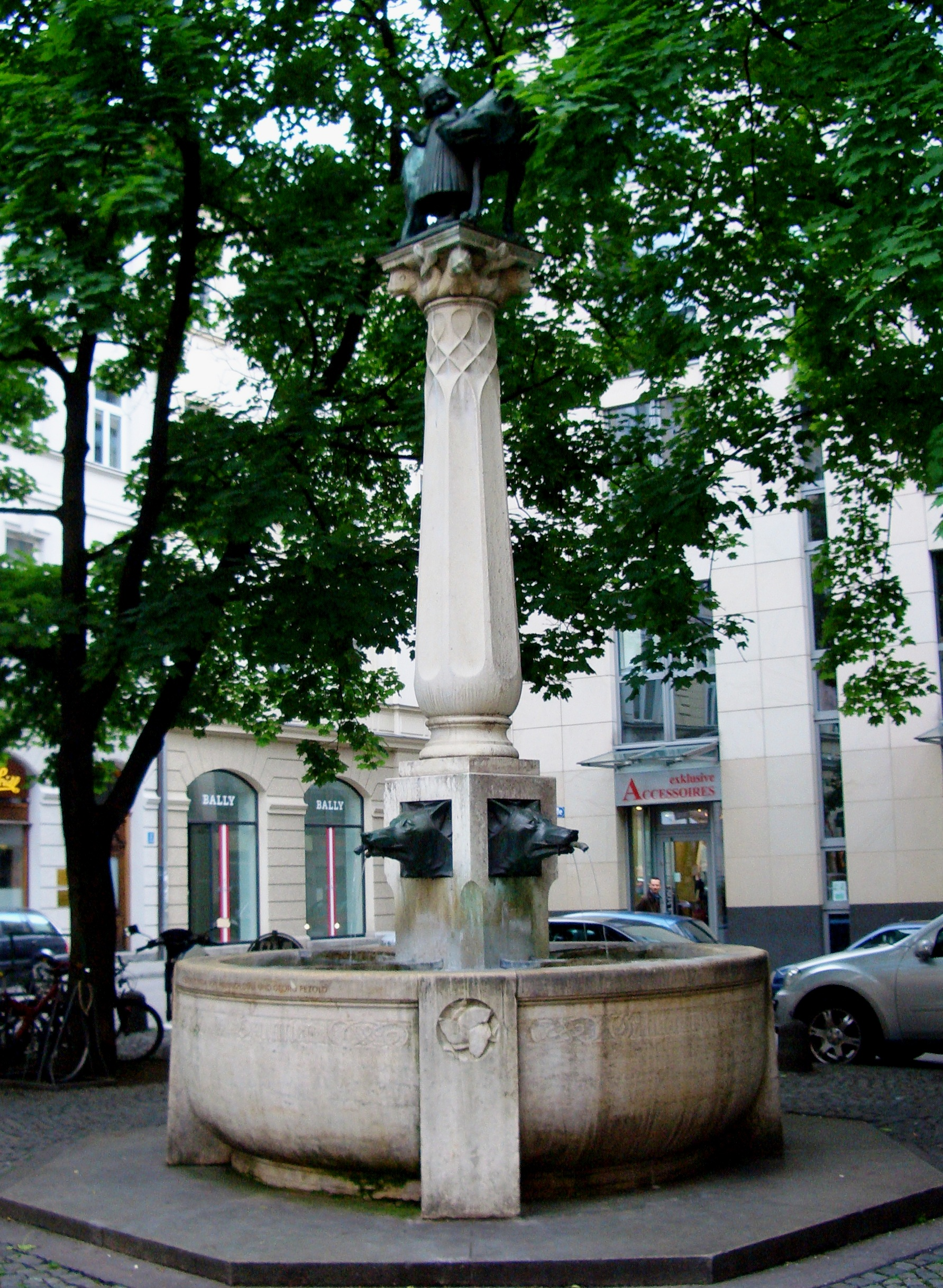
Wolfsbrunnen, auch: Rotkäppchenbrunnen

Georg Pezold (* 5. Mai 1865 in Mittweida; † 27. Januar 1943 in München) war ein deutscher Bildhauer.

## Leben
Pezold nahm 1884 in München ein Studium an der Kunstgewerbeschule auf, das er ab 1887 an der Akademie der Bildenden Künste fortsetzte und 1892 abschloss. Sein ganzes Leben als Künstler verbrachte Pezold im Münchner Stadtteil Bogenhausen. In der Möhlstraße 31 hatte er ab 1894 eine Ateliergemeinschaft mit dem Bildhauer und Musiker Heinrich Düll. 1896 erhielten Pezold und Düll, nachdem ein Wettbewerb keinen ersten Sieger hervorgebracht hatte, zusammen mit Max Heilmaier den Auftrag für ein Friedensdenkmal oberhalb der Prinzregententerrasse, das sie bis 1899 realisierten und das heute als Friedensengel bekannt ist. Gemeinsam fertigten sie unter anderem teilweise vergoldete Figuren für den Innenraum des Grossherzoglichen Hoftheater in Weimar.
Während der Jahre des Weltkriegs entwarf Pezold zeitweise Schmuck, um Zeiten des Auftragsmangels zu überbrücken. Wie Düll spielte er Blockflöte und trat mit der von ihm mitgegründeten Bogenhauser Künstlerkapelle als früher Vertreter der historischen Aufführungspraxis alter Meister auf.
Aus seiner 1902 geschlossenen ersten Ehe mit Magdalena Sporrer gingen eine Tochter und ein Sohn hervor. Nach dem Tod seiner Frau heiratete er 1931 Katharina Schambeck; aus dieser Ehe entstammt ein weiterer Sohn.

## Werk
- Friedensengel (Prinzregentenstraße, München, zusammen mit Heinrich Düll und Max Heilmaier), 1899
- Wolfsbrunnen (auch „Rotkäppchenbrunnen“, Kosttor, München, mit Düll), 1904, Bronze, Kalkstein und Granit
- Fassadengestaltung und Giebelbekrönung Kaufhaus Oberpollinger (Neuhauserstr. 18, München, mit Düll), 1905

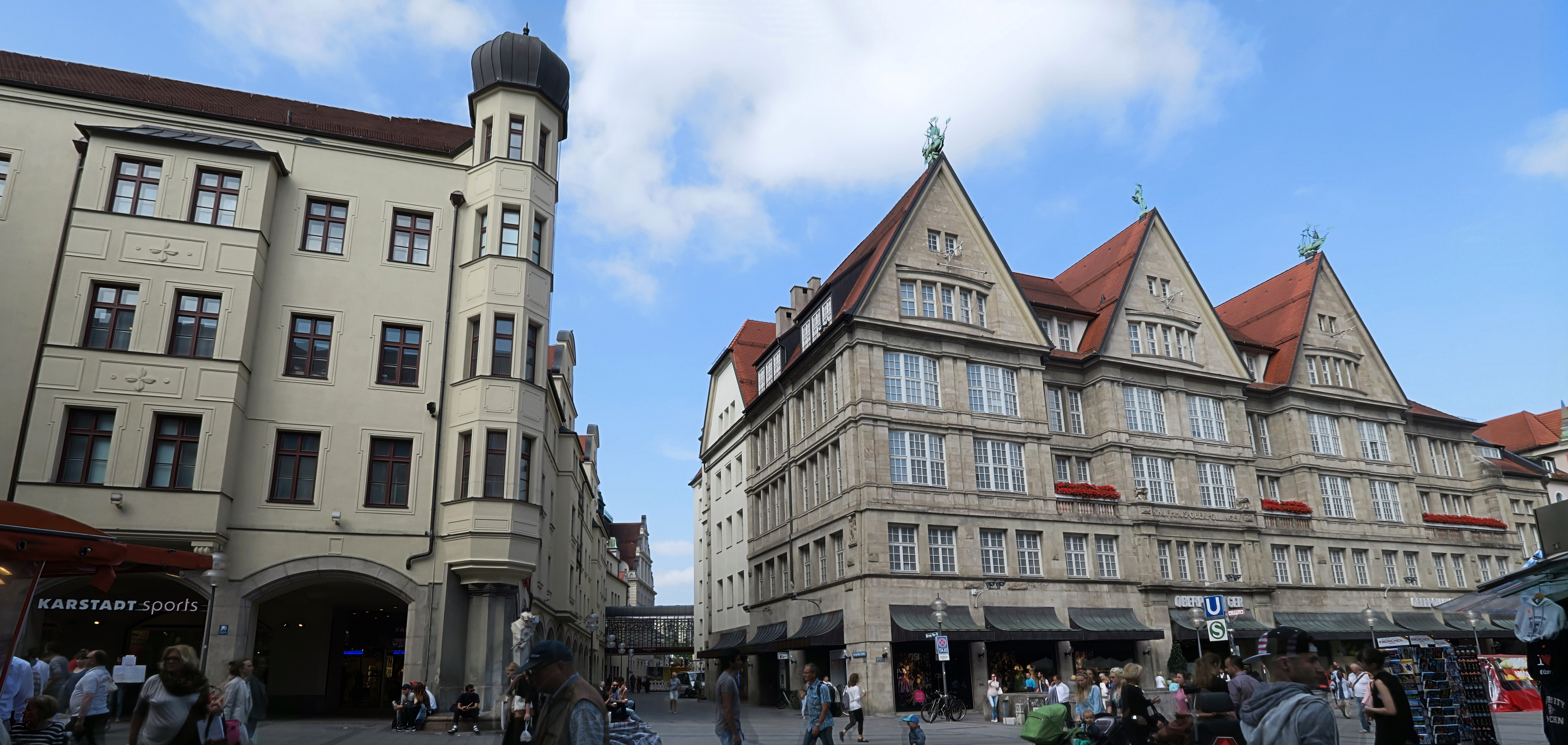
Oberpollinger und KARSTADT sports

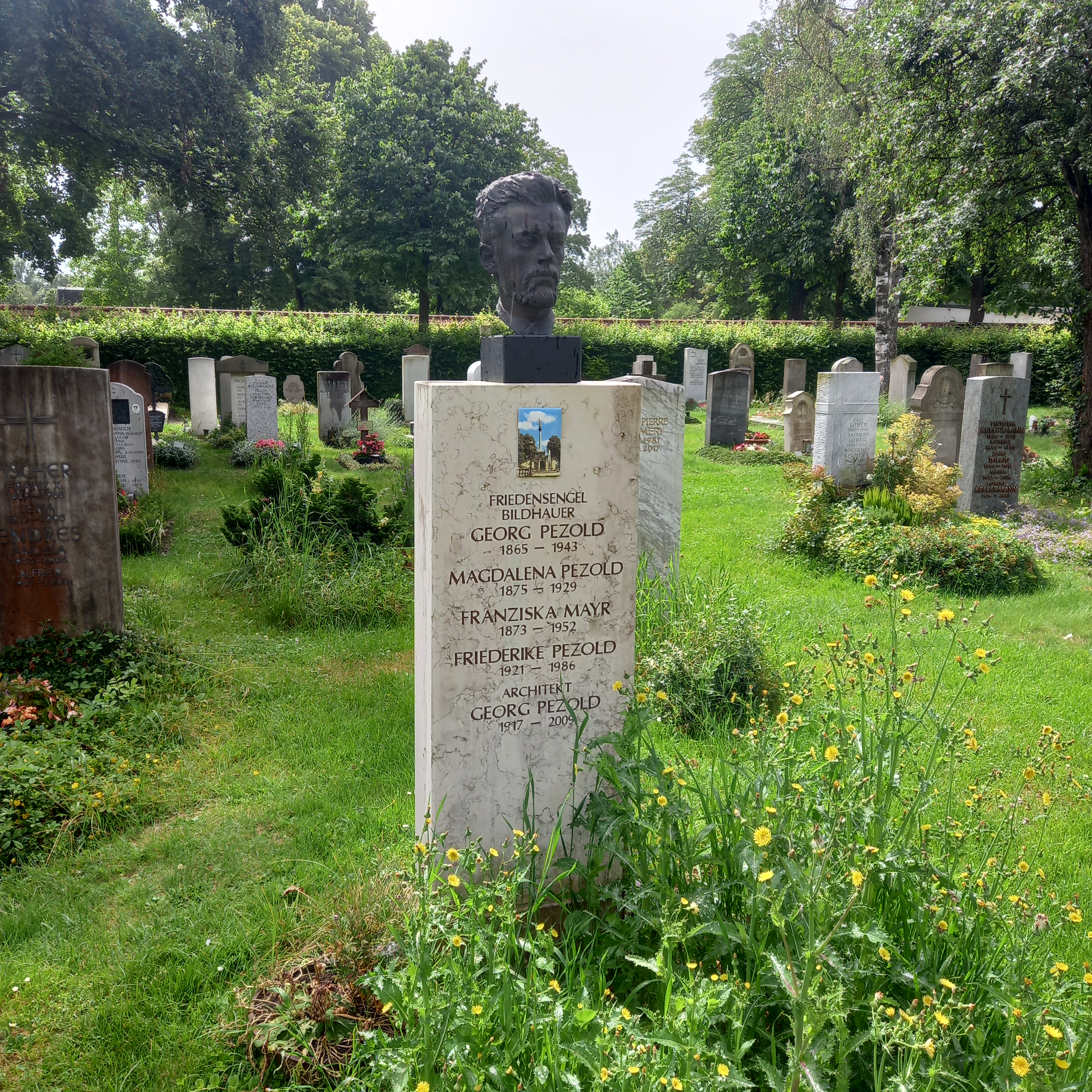
Das Grab von Georg Pezold und seiner Ehefrau Magdalena geborene Sporrer auf dem Nordfriedhof (München)

- Bronzefiguren Elch und Hirsch am Eingang der Villa Lindenhof, Höchlstraße 4 (Max Littmann)[4]
- Allegorien der Elemente und ornamentaler Schmuck (Max-Joseph-Brücke, München, mit weiteren Künstlern), 1906, Muschelkalk
- Allegorie des Regierungsbezirks Rheinpfalz (Westfassade Neues Rathaus, Weinstraße, München), vor 1908
- Statue Maximilians I. (Südfassade Neues Rathaus, Marienplatz 8, München), vor 1908
- Aufsteigendes Pferd mit Reiter (Ballin-Haus, Promenadeplatz 9, München, mit Düll), 1910, Bronze[5]
- Obelisk zu Ehren Prinzregent Luitpolds (Luitpoldpark München, mit Düll), 1910–1911, unterfränkischer Muschelkalk, Bronze[6]
- Reliefbogen mit Agnus Dei am Eingang zur Pfarrkirche Heilig Blut (Scheinerstraße, München-Bogenhausen), 1934